# فرازمین و فروزمین

دیاگرام فرازمین و فروزمین

فرازمین و فروزمین یا فرابوم و فروبوم (انگلیسی: Horst and graben) در زمین‌شناسی به پدیده‌ها و عوارضی گفته می‌شود که از قطعات گسلی برخاسته و فرورفته‌ای به نام فرازمین و فروزمین تشکیل شده‌است. این عارضه بر اثر گسل‌های عادی و پدیده کافت ناشی از زمین‌ساخت کششی پدید می‌آید. فرازمین و فروزمین زمانی پدید می‌آید که گسل‌های عادی با شیب مخالف به صورت جفت و با امتداد موازی پدید آمده و همیشه با هم تشکیل می‌شوند. اندازه هر پدیده می‌تواند از چند سانتی‌متر تا ده‌ها کیلومتر متغیر باشد و جابه‌جایی عمودی نیز می‌تواند تا چند هزار متر باشد. حرکت در دو طرف هر بلوک معمولاً برابر است و در نتیجه انحراف کمی ایجاد می‌شود.

## پدیده‌ها

### فرازمین
فرازمین بخشی از پوسته است که نسبت به بلوک‌های دو طرف برخاسته است و این برخاستگی در نتیجه دورشدن گسل‌های کناری آن از یکدیگر است. فرازمین‌ها می‌توانند عارضه‌هایی مانند فلات‌ها، رشته‌کوه‌ها یا پشته‌ها را در دو طرف دره‌ها تشکیل دهند.

### فروزمین
فروزمین بخشی از پوسته است که نسبت به بلوک‌های دو طرف پایین آمده‌است و این فرورفتگی در نتیجه نزدیک‌شدن و فرورفتن گسل‌های کناری آن به سمت یکدیگر است. فروزمین عارضه‌های کم ارتفاعی مانند حوضه‌ها و دره‌های کافتی را تشکیل می‌دهد. فروزمین‌ها نسبت به عرضشان می‌توانند بسیار بلند باشند.

## نمونه‌ها
استان حوضه و کوهستان در غرب ایالات متحده آمریکا منطقه وسیعی متشکل از دره‌ها و پشته‌های متناوب است که بر اثر فرازمین و فروزمین و قطعات گسلی کج‌شده پدید آمده‌است.